# Koželjnična upogibalka zapestja
Koželjnična upogibalka zapestja (latinsko musculus flexor carpi radialis) je mišica podlakti. Kito mišice ovija ovojnica synovialis tendinis m. flexor carpi radialis. Skupaj z brahioradialno mišico omejujeta na volarni strani podlakti radialni žleb (sulcus antebrahii radialis). Mišica izvira iz medialnega epikondila nadlahtnice na volarni strani ter se narašča na volarno stran baze 2 in 3 dlančnice.
Funkcija mišice je volarna fleksija, radialna abdukcija, pronacija podlakti in fleksija v komolčnem sklepu.
Oživčuje jo živec medianus (C6 in C8).